# Зебах (Вартбург)
Зебах (њем. Seebach) град је у њемачкој савезној држави Тирингија. Једно је од 61 општинског средишта округа Вартбург. Према процјени из 2010. у граду је живјело 2.316 становника. Посједује регионалну шифру (AGS) 16063071.

## Географски и демографски подаци
Зебах се налази у савезној држави Тирингија у округу Вартбург. Град се налази на надморској висини од 350 метара. Површина општине износи 3,6 km². У самом граду је, према процјени из 2010. године, живјело 2.316 становника. Просјечна густина становништва износи 640 становника/km².